# Nucleoide

Cèl·lula procariota amb el nucleoide.

El nucleoide ("similar al nucli") és una regió de forma irregular de la cèl·lula procariota que conté material nuclear sense membrana nuclear, i on es troba el material genètic d'aquests organismes. El genoma dels organismes procariotes és generalment una molècula circular i bicatenària d'ADN, de la qual pot haver-hi múltiples còpies en un moment donat. La llargada d'un genoma varia molt, però generalment és de com a mínim uns quants milions de parells de bases. L'emmagatzemament del genoma dins del nucleoide es pot comparar amb el que es dona en els eucariotes, en què el genoma està empaquetat en cromatina i guardat dins d'un orgànul delimitat per una membrana, anomenat nucli.
El genòfor és el conjunt de l'ADN d'un procariota. Se'l sol denominar "cromosoma procariota". El terme "cromosoma" és imprecís per referir-se a un genòfor, car manca de cromatina. El genòfor es compacta per un mecanisme conegut com a superenrotllament, mentre que els cromosomes es compacten per mitjà de cromatina. El genòfor és circular en la majoria de procariotes, i linear en molt pocs. La naturalesa circular del genòfor permet que es faci la replicació sense telòmers. Els genòfors tenen generalment una mida molt inferior a la dels cromosomes eucariotes. El genòfor d'un organisme autèntic pot ser tan petit com 580.073 parells de bases (Mycoplasma genitalium). Molts eucariotes (com les plantes i els animals) tenen ADN procariota en orgànuls com els mitocondris i els cloroplasts. Aquests orgànuls s'assemblen molt als autèntics procariotes, cosa que ha contribuït a la formulació de la teoria endosimbiòtica.